# 県犬養沙弥麻呂
県犬養 沙弥麻呂（あがたいぬかい の さみまろ、生没年不詳）は、奈良時代の貴族。名は佐美麻呂とも記される。官位は従五位下・大監物。

## 経歴
孝謙朝の天平勝宝9歳（757年）に発生した橘奈良麻呂の乱に際して、事前に陰謀を密告したことを上道斐太都・佐味宮守らとともに賞され、沙弥麻呂は正七位下から六階昇進して従五位下に叙爵された。
淳仁朝に入り、天平宝字3年（759年）美作介に任ぜられるが、上官の許可を受けずに国政を恣にし、独り国司の館にあって勝手に公文書を発行し、さらには適切な代価を払わずに人民の物資を強引に買い取ったとなどして、国守の紀飯麻呂の告発を受けて天平宝字5年（761年）8月に官職を解かれた。しかし、早くも10月には大膳亮として再び任官し、天平宝字7年（763年）大監物に遷っている。

## 官歴
『続日本紀』による。
- 時期不詳：正七位下
- 天平勝宝9歳（757年） 7月5日：従五位下
- 天平宝字3年（759年） 5月17日：美作介
- 天平宝字5年（761年） 8月1日：為失官。10月1日：大膳亮
- 天平宝字7年（763年） 正月9日：大監物